# 庫克諾斯號列車
库克诺斯号（義大利語：Cycnus）是运行于意大利北部城市米兰至利古里亚因佩里亞省城市文蒂米利亚间一班长途列车所使用的名称，由意大利国家铁路自1973年起开行。其命名源自希腊神话中死后化做天鹅的人物库克诺斯，他同时也是传说中的利古里亚之王。列车自开行以来曾先后被纳入全欧快车及城际列车类别，并至今仍然在役。

## 历史
为了提高全欧快车（TEE）在意属里维耶拉沿线的服务频率，库克诺斯号于1973年9月30日作为仅在意大利本土运营的全欧快车正式开行。它同时也是另一班全欧快车利古里亚号的“镜像班次”（即到发时刻相反），从而需要在清晨从法国-意大利边境的文蒂米利亚发车，并在午夜过后才自米兰返抵。尽管利古里亚号的载客数量维持不变，但库克诺斯号在每周之初几乎都要面临空驶，却仍必须要在每周五增加编组至11节车厢。
| 35/34次 | 35/34次 | 停靠站     | 37/36次 | 37/36次 |
| 里程    | 时刻    | 停靠站     | 时刻    | 里程    |
| ------- | ------- | ---------- | ------- | ------- |
| 0       | 07:00   | 文蒂米利亚 | 00:18   | 302     |
| 16      | 07:18   | 圣雷莫     | 00:07   | 286     |
| 39      | 07:40   | 因佩里亚   | 23:35   | 263     |
| 108     | 08:37   | 萨沃纳     | 22:32   | 194     |
| 151     | 09:23   | 热那亚     | 21:55   | 151     |
| 302     | 10:46   | 米兰       | 20:30   | 0       |

随着时间的推移，库克诺斯号的乘客数量逐渐下降，其增加的编组也在1975年的冬季运行图调整中被撤出服务。而全一等车厢等级的运营也为库克诺斯号带来了沉重的经济负担，它最终于1978年5月28日转换为搭载两舱车厢等级的城际列车（IC）类别。
自2003年12月14日起，库克诺斯号的线路缩短为在米兰－热那亚间运行。

## 脚註
1. ↑  Mertens & Malaspina 2007，第342頁.
2. ↑  Mertens & Malaspina 2007，第343頁.
3. ↑  Hajt 2001，第119頁.